# Evil Offering
Evil Offering ist eine chilenische Thrash-Metal-Band aus Antofagasta, die im Jahr 1998 gegründet wurde.

## Geschichte
Die Band wurde im Jahr 1998 als Coverband gegründet. Nachdem sie eigene Lieder entwickelt hatten, erschien ein erstes Demo, das zwei Lieder umfasste. Im Jahr 2002 folgte ein weiteres Demo, ehe sich im Jahr 2004 die Split-Veröffentlichung United by Thrash and Beer zusammen mit Hateful Agony anschloss, der wiederum die EP We Bring Your Death folgte. Nachdem die Band einen Vertrag bei Underground Defenders Productions unterzeichnet hatte, erschien 2010 das Debütalbum Wake Up for Another Nightmare.

## Stil
Die Band spielt klassischen Thrash Metal, der mit der Musik von Bands wie Hirax, Whiplash, Slayer und Municipal Waste vergleichbar ist.

## Diskografie
- 2000: Evil Offering (Demo, Eigenveröffentlichung)
- 2002: Massacre En Antofagasta (Demo, Eigenveröffentlichung)
- 2004: United by Thrash and Beer (Split mit Hateful Agony, Kuravilú Productions)
- 2004: We Bring Your Death (EP, Eigenveröffentlichung)
- 2010: Wake Up for Another Nightmare (Album, Underground Defenders Productions)